# Пол, Джейк
Джейк Джозеф Пол (англ. Jake Joseph Paul; род. 17 января 1997, Кливленд, Огайо, США) — американский актёр, видеоблогер и боксёр. Первую известность получил на ныне неактивной видеоплатформе Vine.

## Биография

### Детство
Джейк Джозеф Пол родился 17 января 1997 года в Кливленде, штат Огайо . Вырос в Уэстлейке, со своим старшим братом Логаном Полом, который также является видеоблогером  и интернет-знаменитостью. Их отец — Грегори Аллан Пол, риелтор, а мать — Памела Энн Степник (урожденная Мередит), дипломированная медсестра. 
Семья отца ирландского происхождения, а мама — еврейка. Джейк считает себя евреем и соблюдает иудейскую традицию. 

### Карьера
Своё первое видео на видеоплатформу Vine Джейк опубликовал в сентябре 2013 года. Там он и получил свою первую известность. До закрытия сервиса имел 5,3 млн подписчиков и 2 млрд просмотров.
В 2015 году стало известно, что Джейк Пол будет сниматься в новом комедийном сериале канала Disney «Пейдж и Фрэнки» в роли Дирка.
5 января 2017 года Джейк был приглашён в Белый дом на мероприятие, посвящённое социальным медиа. После окончания он спрятался в ванной комнате, а позже сбежал оттуда незамеченным.
17 января 2017 года Пол запустил креативное агентство под названием Team 10 с финансированием в $1 млн. Его инвесторами стали: Danhua Capital, Horizons Alpha, Vayner Capital, Sound Ventures & A-Grade Investments, и Adam Zeplain.
30 мая 2017 года совместно с Team 10 выпустил песню и музыкальный клип под названием «It’s Everyday Bro». За первый месяц видеоклип набрал более 70 млн просмотров на YouTube и попал в четвёрку самых задизлайканных (от англ. «dislike» — «не нравится») видео в мире. 24 июня 2017 года песня заняла 94 строчку хит-парада ста наиболее популярных в США песен Billboard Hot 100.
В рейтинге самых высокооплачиваемых блогеров Youtube 2018 года, составленном журналом Forbes, Джек Пол занял вторую позицию, уступив лидерство семилетнему мальчику Райану, ведущему канал Ryan ToysReview. По версии журнала доход от видеоблога, который ведёт Джек Пол, за 2018 год превысил сумму в 21 миллион долларов.
В мае 2023 года был добавлен в мобильную игру Rush Royale в качестве героя-боксёра, который собирал лайки.

## Конфликты

### Уход с канала Disney
22 июля 2017 года в ходе съёмок второго сезона Пейдж и Фрэнки канал Disney сообщил, что Пол больше не будет сниматься в сериале:

«Мы совместно с Джейком приняли решение, что он оставит свою роль в сериале „Пейдж и Фрэнки“. От лица продюсеров, актёров и команды мы бы хотели поблагодарить его за хорошую работу в сериале за последние 18 месяцев, а также пожелать ему успехов в начинаниях».
Оригинальный текст (англ.)«We’ve mutually agreed that Jake Paul will leave his role on the Disney Channel series «Bizaardvark». On behalf of the production company, the cast and crew, we thank Jake for his good work on the TV series for the past 18 months and extend our best wishes to him».

После оставления Джейком роли Дёрка в сериале «Пейдж и Фрэнки» последовал новостной репортаж канала KTLA про публичные жалобы соседей Пола относительно шума от пранков и вечеринок, а также из-за возможности возникновения пожара; большого количества фанатов, которые собирались в окрестностях дома Джейка. Позже Джейк написал об этом у себя на странице в Твиттере. Он подтвердил эту новость и заверил подписчиков о том, что скоро займётся своим YouTube-каналом, а также будет искать новые актёрские роли.
Позже он дал интервью The Hollywood Reporter, где рассказал, что был фактически выгнан со своей роли по настоянию работников канала Disney. Они пытались ускорить процесс порочащим честь новостным репортажем телеканала KTLA.

### Беспорядки в Беверли-Гроув
18 июля 2017 года стало известно, что соседи Джейка в Беверли-Гроув (Лос-Анджелес) собрались с членами городского совета и полицией чтобы обсудить вопрос о подаче против него публичного иска. Это произошло после того, как он сделал публичным свой адрес проживания, из-за чего толпы фанатов приходили к нему домой и создавали много шума, что раздражало его соседей.
24 апреля 2018 года Cobra Acquisitions (компания, владеющая особняком, в котором жил Джейк) предъявила ему иск на $2,5 млн.

## Боксёрские поединки и смешанные единоборства
В 2020 году Джейк Пол начал проводить поединки по правилам бокса вслед за своим братом Логаном. В своём первом поединке против блогера Али Эсона Гиба Пол смог выиграть у оппонента нокаутом. Во втором бою он смог выиграть у баскетболиста Нейта Робинсона. После этих поединков Пол стал повышать уровень оппозиции. 17 апреля 2021 года соперником Пола стал 36-летний экс-чемпион Bellator Бен Аскрен, который проиграл последние 2 поединка в UFC, завершив этим карьеру бойца ММА,и базой которого была вольная борьба. Этот поединок Джейк Пол выиграл нокаутом в первом раунде. 29 августа 2021 года Джейк Пол встретился в поединке с 39-летним экс-чемпионом UFC Тайроном Вудли, который проиграл 4 последних боя в UFC. Этот бой стал самым сложным для Пола — Вудли в четвёртом раунде серьёзно потряс Джейка, но по сумме очков Пол забрал бой раздельным судейским решением, доведя свою статистику до 4-0.
18 декабря 2021 года Джейк Пол провёл реванш с Тайроном Вудли. Изначально его соперником должен был стать Томми Фьюри, но он снялся с боя из-за проблем со здоровьем. Пол уверенно вёл бой и в 6 раунде отправил Вудли в глубокий нокаут.
6 сентября 2022 года на 29 октября был объявлен бой между Полом и бывшим чемпионом UFC Андерсоном Сильвой. Пол победил Сильву единогласным решением со счётом 78-73 (дважды) и 77-74.
26 февраля 2023 года проиграл раздельным решением судей британскому боксеру Томми Фьюри в Дирийе (Саудовская Аравия).
15 ноября 2024 года Джейк Пол провёл бой с Майком Тайсоном. Пол победил Тайсона со счётом 79-73.

## Статистика в профессиональном боксе
В таблице перечислены результаты всех поединков боксёров.
В каждой строке указан результат поединка. Дополнительно номер поединка обозначен цветом, который обозначает итог поединка. Расшифровка обозначений и цветов представлена в нижеследующей таблице.
| Пример | Расшифровка                     |
| ------ | ------------------------------- |
|        | Победа                          |
|        | Ничья                           |
|        | Поражение                       |
|        | Планируемый поединок            |
|        | Поединок признан несостоявшимся |
| КО     | Нокаут                          |
| ТКО    | Технический нокаут              |
| PTS    | Решение судей (по очкам)        |
| UD     | Единогласное решение судей      |
| MD     | Решение большинства судей       |
| SD     | Раздельное решение судей        |
| RTD    | Отказ от продолжения боя        |
| DQ     | Дисквалификация                 |
| NC     | Поединок признан несостоявшимся |

| 13 | 12-1 | 28 июня 2025    | Хулио Сесар Чавес-младший (54–6–1 (1)) | Хонда-центр, Анахайм, Калифорния                     | UD (10)        |
| 12 | 11-1 | 15 ноября 2024  | Майк Тайсон (50-6)                     | Эй-ти-энд-ти Стэдиум, Арлингтон (Техас)              | UD (8)         |
| 11 | 10-1 | 20 июля 2024    | Майк Перри (0-1)                       | Амали-арена, Тампа, Флорида                          | TKO 6 (8) 1:12 |
| 10 | 9-1  | 2 марта 2024    | Райан Бурланд (17-2)                   | Колизей Хосе Мигеля Агрелота, Сан-Хуан (Пуэрто-Рико) | KO 1 (8) 2:37  |
| 9  | 8-1  | 15 декабря 2023 | Андре Август (10-1-1)                  | Кариб Роял, Орландо (Флорида)                        | KO 1 (8) 2:32  |
| 8  | 7-1  | 5 августа 2023  | Нейт Диас (0-0)                        | Американ Эйрлайнс-центр, Даллас, Техас               | UD (10)        |
| 7  | 6-1  | 26 февраля 2023 | Томми Фьюри (8-0)                      | Дирия Арена, Эд-Диръия                               | SD (8)         |
| 6  | 6-0  | 29 октября 2022 | Андерсон Силва (3-1)                   | Дезерт Даймонд-арена, Глендейл (Аризона)             | UD (8)         |
| 5  | 5-0  | 18 декабря 2021 | Тайрон Вудли (0-1)                     | Амали-арена, Тампа, Флорида                          | KO 6 (8) 2:12  |
| 4  | 4-0  | 29 августа 2021 | Тайрон Вудли (0-0)                     | Рокет Мортгедж Филдхаус, Кливленд, Огайо             | SD (8)         |
| 3  | 3-0  | 17 апреля 2021  | Бен Аскрен (0-0)                       | Мерседес-Бенц Стэдиум, Атланта, Джорджия             | KO 1 (8) 1:59  |
| 2  | 2-0  | 28 ноября 2020  | Нейт Робинсон (0-0)                    | Стейплс-центр, Лос-Анджелес, Калифорния              | KO 2 (6) 1:24  |
| 1  | 1-0  | 30 января 2020  | AnEsonGib (0-0)                        | The Meridian at Island Gardens, Майами, Флорида      | KO 1 (6) 2:18  |

## Личная жизнь
В июле 2017 года Джейк и его друзья снимали особняк за $17 тыс. в месяц в Беверли-Гроув, Лос-Анджелес.
В ноябре 2017 года Джейк купил новый дом в Калабасасе (Калифорния).

## Фильмография

### Телевизионные роли
| Год  | Название             | Роль                  |
| ---- | -------------------- | --------------------- |
| 2016 | «Пейдж и Фрэнки»     | Дирк (англ. Dirk)     |
| 2016 | «The Monroes»        | Конрад (англ. Conrad) |
| 2016 | «Walk the Prank»     | в роли самого себя    |
| 2017 | «The Price is Right» | в роли самого себя    |

### Роли в фильмах
| Год  | Название              | Роль                |
| ---- | --------------------- | ------------------- |
| 2016 | «Танцевальный лагерь» | Лэнс (англ. Lance)  |
| 2016 | «Mono»                | Дуган (англ. Dugan) |
| 2016 | «Airplane Mode»       | в роли самого себя  |

## Дискография

### Альбомы
- Litmas (with Team 10) (2017)[31]

### Синглы
| Год  | Название                                                         | Пик в чартах | Пик в чартах |
| Год  | Название                                                         | US           | CAN          |
| ---- | ---------------------------------------------------------------- | ------------ | ------------ |
| 2015 | «Shakey» совместно с Грегом Сипесом                              | —            | —            |
| 2017 | «It’s Everyday Bro» при участии Team 10                          | 91           | 56           |
| 2017 | «Ohio Fried Chicken» при участии Chance Sutton и Энтони Тружильо | —            | —            |
| 2017 | «Jerika» совместно с Эрикой Костелл и при участии Uncle Kade     | 86           | 76           |
| 2017 | «That Ain’t on the News»                                         | —            | —            |

«—» обозначает сингл, который не отображался или не был выпущен

## Награды
| Год  | Номинированная работа         | Награда                     | Категория             | Результат | Источник |
| ---- | ----------------------------- | --------------------------- | --------------------- | --------- | -------- |
| 2014 | JakePaul (Vine)               | «6th Annual Shorty Awards»  | Vineographer Award    | Номинация | [ 37 ]   |
| 2014 | JakePaul (Vine)               | «6th Annual Shorty Awards»  | Comedian Award        | Номинация | [ 37 ]   |
| 2017 | —                             | «Radio Disney Music Awards» | Social Media Star     | Победа    | [ 38 ]   |
| 2017 | JakePaulProductions (YouTube) | «Teen Choice Awards»        | Choice Music Web Star | Победа    | [ 39 ]   |
| 2017 | JakePaulProductions (YouTube) | «Teen Choice Awards»        | Choice Youtuber       | Победа    | [ 39 ]   |

## Издания
- Джейк Пол. You Gotta Want It — ISBN 978-1501139475, Gallery Books 2016 (автобиография)[40].